# Tuoba laticeps
Tuoba laticeps is een duizendpotensoort uit de familie van de Geophilidae. De wetenschappelijke naam van de soort is voor het eerst geldig gepubliceerd in 1901 door Pocock.